# Chaetosciadium
Chaetosciadium es un género monotípico perteneciente a la familia Apiaceae. Su única especie: Chaetosciadium trichospermum, es originaria del Suroeste de Asia y Norte de África.

## Descripción
Es una hierba anual con los tallos peludos, dicotómica. Las hojas  pinnadas, dentadas o serradas. Tiene flores de color rosa y blanco. Fruta oblonga; con mericarpos irregulares cubierto con largas cerdas.

## Hábitat
Se encuentra como arbusto en la estepa y el desierto en los bosques y matorrales mediterráneos, matorrales de semi-estepa, estepas arbustivas, desiertos y desiertos extremos, vegetación de montaña del monte Hermon.

## Taxonomía
Chaetosciadium trichospermum fue descrita por (Carlos Linneo) Boiss. y publicado en Flora Orientalis 2: 1078. 1872.